# 迪洛瓦瑟

迪洛瓦瑟是土耳其的城鎮，由科賈埃利省負責管轄，主要經濟活動是工業，鎮上有170間工廠，污染問題嚴重，2005年研究顯示該鎮患癌率高達32%，2008年人口43,974。

## 外部連結
- District governor's site （页面存档备份，存于）

40°46′47″N 29°32′06″E / 40.77972°N 29.53500°E